# Sala Polivalentă
Sala Polivalentă – hala widowiskowo-sportowa w Bukareszcie w Rumunii, mogąca pomieścić 5300 osób. Jest często używana na koncerty, wystawy i pokazy oraz rozgrywki sportowe, jak na przykład mecze siatkówki klubu Dinamo Bukareszt. W 2006 roku odbył się na niej Konkurs Piosenki Eurowizji Junior.
Od lat 30. do końca lat 50. XX wieku w miejscu, w którym później wybudowana halę Sala Polivalentă istniały dwie skocznie narciarskie – większa z nich pozwalała na skoki na odległość około 25 metrów.